# Androsace tonkinensis
Androsace tonkinensis är en viveväxtart som beskrevs av Bonati. Androsace tonkinensis ingår i släktet grusvivor, och familjen viveväxter. Inga underarter finns listade i Catalogue of Life.